# Jackson Page
Jackson Page (ur. 8 sierpnia 2001 w Ebbw Vale, Blaenau Gwent) — walijski zawodowy gracz w snookera. Jest byłym mistrzem Europy U-21 i byłym mistrzem świata U-18 w snookerze, a w 2017 roku został również mistrzem Europy U-18 w snookerze.

## Kariera
W lutym 2016 r. Page wziął udział w Mistrzostwach Europy U-18 w Snookerze EBSA 2016 jako rozstawiony z numerem 13 i dotarł do finału, w którym przegrał 2–5 ze swoim rodakiem Tylerem Reesem. Później w tym samym roku Page wziął udział w Mistrzostwach Świata U-18 w Snookerze IBSF 2016, gdzie ponownie dotarł do finału i pokonał rozstawionego z numerem 1 Yun Fung Tama 5–4.
W wieku 15 lat Page otrzymał dziką kartę na Welsh Open 2017. W pierwszej rundzie pokonał Jasona Westona 4–3 na czarnej bili. W drugiej rundzie pokonał Johna Astleya takim samym wynikiem i dotarł do 1/16 finału, przegrywając jednak 0–4 z Juddem Trumpem.  W eliminacjach do Mistrzostw Świata 2017 przegrał 9–10 po ostatniej różowej bili, którą w pierwszej rundzie otrzymał od Martina O’Donnella. 
Page został profesjonalistą w 2019 roku po zwycięstwie w Mistrzostwach Europy U-21 w Snookerze EBSA w Izraelu. Jego najlepsze wyniki w ciągu dwóch pierwszych sezonów w trasie to dotarcie do 1/16 finału European Masters we wrześniu 2020 r., gdzie przegrał z Trumpem 0–5, oraz do 1/32 finału Scottish Open 2020, gdzie przegrał 1–4 ze swoim mentorem i partnerem treningowym Markiem Williamsem. Z głównej ligi zawodowej spadł po przegranej 5–6 z Kacprem Filipiakiem w eliminacjach Mistrzostw świata 2021. Jednak szybko odzyskał pozycję zawodową, pokonując Michaela Georgiou w Q School w 2021 roku i zdobywając kolejną dwuletnią kartę wstępu na tour. Dotarł do 1/8 finału Northern Ireland Open 2021, ale przegrał 3–4 z Rickym Waldenem, mimo że prowadził 3–2.
W rundach kwalifikacyjnych Mistrzostw świata w 2022 Page wygrał cztery mecze, pokonując takich przeciwników, jak Joe Perry i David Grace, i tym samym awansował do głównej fazy turnieju. Swój debiut w Crucible zaliczył w meczu z byłym finalistą światowym Barrym Hawkinsem i wygrał mecz pierwszej rundy 10–7, zdobywając w dwóch ostatnich partiach odpowiednio 128 i 135 punktów. W drugiej rundzie Page ponownie zmierzył się z Williamsem, ale przegrał pierwsze siedem partii i poniósł porażkę 3–13, przegrywając mecz na jedną sesję przed końcem. Williams zdobył w tym meczu sześć breaków stupunktowych.
13 kwietnia 2025 w 8 partii meczu kwalifikacyjnego do Mistrzostw Świata przeciwko Allanowi Taylorowi wbił swój pierwszy break maksymalny. W partii 12, w sesji odbywającej się 14 kwietnia, wbił kolejne 147 punktów wygrywając mecz 10-2. Był to pierwszy przypadek w historii zawodowego snookera gdy jeden zawodnik wbił dwa breaki 147-punktowe w jednym meczu. Osiągnięcie to wiązało się ze zdobyciem nagrody w wysokości 147 000 funtów.

## Wyniki
| Ranking                      |               | [ a ]         | [ a ]         | [ b ]         | 72            |               | 66            | 46            | 45            | 35            |               |               |               |               |               |               |
| Turnieje rankingowe          |               |               |               |               |               |               |               |               |               |               |               |               |               |               |               |               |
| Championship League          | nierankingowy | nierankingowy | nierankingowy | nierankingowy | RR            | RR            | RR            | RR            | F             | RR            |               |               |               |               |               |               |
| Saudi Arabia Snooker Masters | nie rozegrano | nie rozegrano | nie rozegrano | nie rozegrano | nie rozegrano | nie rozegrano | nie rozegrano | nie rozegrano | 3R            |               |               |               |               |               |               |               |
| Wuhan Open                   | nie rozegrano | nie rozegrano | nie rozegrano | nie rozegrano | nie rozegrano | nie rozegrano | nie rozegrano | 1R            | 2R            |               |               |               |               |               |               |               |
| English Open                 | A             | A             | A             | 1R            | 1R            | LQ            | LQ            | 1R            | 1R            |               |               |               |               |               |               |               |
| British Open                 | nie rozegrano | nie rozegrano | nie rozegrano | nie rozegrano | nie rozegrano | 1R            | LQ            | LQ            | LQ            |               |               |               |               |               |               |               |
| Xi'an Grand Prix             | nie rozegrano | nie rozegrano | nie rozegrano | nie rozegrano | nie rozegrano | nie rozegrano | nie rozegrano | nie rozegrano | LQ            |               |               |               |               |               |               |               |
| Northern Ireland Open        | A             | 1R            | A             | 2R            | 2R            | 3R            | 1R            | 1R            | LQ            |               |               |               |               |               |               |               |
| International Championship   | A             | LQ            | A             | LQ            | nie rozegrano | nie rozegrano | nie rozegrano | 1R            | QF            |               |               |               |               |               |               |               |
| UK Championship              | A             | 1R            | A             | 1R            | 1R            | 1R            | LQ            | LQ            | 1R            |               |               |               |               |               |               |               |
| Shoot Out                    | A             | A             | A             | 1R            | 1R            | 2R            | 2R            | 2R            | 2R            |               |               |               |               |               |               |               |
| Scottish Open                | A             | 1R            | A             | 1R            | 3R            | 2R            | LQ            | 1R            | 2R            |               |               |               |               |               |               |               |
| German Masters               | A             | LQ            | A             | LQ            | LQ            | LQ            | LQ            | LQ            | 1R            |               |               |               |               |               |               |               |
| World Grand Prix             | DNQ           | DNQ           | DNQ           | DNQ           | DNQ           | DNQ           | DNQ           | DNQ           | 1R            |               |               |               |               |               |               |               |
| Players Championship         | DNQ           | DNQ           | DNQ           | DNQ           | DNQ           | DNQ           | DNQ           | DNQ           | DNQ           |               |               |               |               |               |               |               |
| Welsh Open                   | 3R            | 2R            | 1R            | 1R            | 1R            | LQ            | 1R            | LQ            | QF            |               |               |               |               |               |               |               |
| World Open                   | A             | LQ            | A             | 1R            | nie rozegrano | nie rozegrano | nie rozegrano | SF            | 1R            |               |               |               |               |               |               |               |
| Tour Championship            | nie rozegrano | nie rozegrano | DNQ           | DNQ           | DNQ           | DNQ           | DNQ           | DNQ           | DNQ           |               |               |               |               |               |               |               |
| World Championship           | LQ            | LQ            | LQ            | LQ            | LQ            | 2R            | LQ            | 1R            | LQ            |               |               |               |               |               |               |               |
| Byłe turnieje rankingowe     |               |               |               |               |               |               |               |               |               |               |               |               |               |               |               |               |
| Indian Open                  | A             | 1R            | A             | nie rozegrano | nie rozegrano | nie rozegrano | nie rozegrano | nie rozegrano | nie rozegrano | nie rozegrano | nie rozegrano | nie rozegrano | nie rozegrano |               |               |               |
| Paul Hunter Classic          | A             | LQ            | 4R            | NR            | nie rozegrano | nie rozegrano | nie rozegrano | nie rozegrano | nie rozegrano | nie rozegrano | nie rozegrano | nie rozegrano | nie rozegrano | nie rozegrano |               |               |
| Riga Masters                 | A             | 1R            | A             | 1R            | nie rozegrano | nie rozegrano | nie rozegrano | nie rozegrano | nie rozegrano | nie rozegrano | nie rozegrano | nie rozegrano | nie rozegrano | nie rozegrano |               |               |
| China Championship           | NR            | A             | A             | LQ            | nie rozegrano | nie rozegrano | nie rozegrano | nie rozegrano | nie rozegrano | nie rozegrano | nie rozegrano | nie rozegrano | nie rozegrano | nie rozegrano |               |               |
| WST Pro Series               | nie rozegrano | nie rozegrano | nie rozegrano | nie rozegrano | RR            | nie rozegrano | nie rozegrano | nie rozegrano | nie rozegrano | nie rozegrano | nie rozegrano | nie rozegrano | nie rozegrano | nie rozegrano | nie rozegrano |               |
| Turkish Masters              | nie rozegrano | nie rozegrano | nie rozegrano | nie rozegrano | nie rozegrano | 2R            | nie rozegrano | nie rozegrano | nie rozegrano | nie rozegrano | nie rozegrano | nie rozegrano | nie rozegrano | nie rozegrano | nie rozegrano | nie rozegrano |
| Gibraltar Open               | A             | 1R            | LQ            | 2R            | 1R            | 2R            | nie rozegrano | nie rozegrano | nie rozegrano | nie rozegrano | nie rozegrano | nie rozegrano | nie rozegrano | nie rozegrano | nie rozegrano | nie rozegrano |
| WST Classic                  | nie rozegrano | nie rozegrano | nie rozegrano | nie rozegrano | nie rozegrano | nie rozegrano | 4R            | nie rozegrano | nie rozegrano | nie rozegrano |               |               |               |               |               |               |
| European Masters             | A             | LQ            | A             | 2R            | 4R            | 1R            | 2R            | 1R            | nie rozegrano | nie rozegrano |               |               |               |               |               |               |
| Byłe turnieje nierankingowe  |               |               |               |               |               |               |               |               |               |               |               |               |               |               |               |               |
| Six-red World Championship   | A             | A             | A             | A             | nie rozegrano | nie rozegrano | LQ            | nie rozegrano | nie rozegrano | nie rozegrano |               |               |               |               |               |               |
| Haining Open                 | A             | A             | A             | 3R            | NH            | A             | NH            | A             | nie rozegrano | nie rozegrano |               |               |               |               |               |               |

1. 1 2  Amator
2. ↑  Nowi gracze nie mają rankingu

| Legenda tabeli wyników              | Legenda tabeli wyników       | Legenda tabeli wyników                     | Legenda tabeli wyników                                                              | Legenda tabeli wyników                     | Legenda tabeli wyników                     |
| ----------------------------------- | ---------------------------- | ------------------------------------------ | ----------------------------------------------------------------------------------- | ------------------------------------------ | ------------------------------------------ |
| LQ                                  | odpadnięcie w kwalifikacjach | #R                                         | odpadnięcie we wczesnej fazie turnieju (WR = runda dzikich kart, RR = faza grupowa) | QF                                         | przegrana w ćwierćfinale                   |
| SF                                  | przegrana w półfinale        | F                                          | przegrana w finale                                                                  | W                                          | zwycięstwo                                 |
| DNQ                                 | nie zakwalifikował/a się     | A                                          | nie brał/a udziału                                                                  | WD                                         | zrezygnował/a w trakcie turnieju           |
| Legenda oznaczeń w tabelach wyników |                              |                                            |                                                                                     |                                            |                                            |
| NH / Nie roz.                       | NH / Nie roz.                | Turniej nie odbył się.                     | Turniej nie odbył się.                                                              | Turniej nie odbył się.                     | Turniej nie odbył się.                     |
| NR / Nie-rank.                      | NR / Nie-rank.               | Turniej nie był zaliczany jako rankingowy. | Turniej nie był zaliczany jako rankingowy.                                          | Turniej nie był zaliczany jako rankingowy. | Turniej nie był zaliczany jako rankingowy. |
| R / Rank.                           | R / Rank.                    | Turniej był zaliczany jako rankingowy.     | Turniej był zaliczany jako rankingowy.                                              | Turniej był zaliczany jako rankingowy.     | Turniej był zaliczany jako rankingowy.     |
| MR / Minor-Rank.                    | MR / Minor-Rank.             | Turniej był zaliczany jako minor ranking.  | Turniej był zaliczany jako minor ranking.                                           | Turniej był zaliczany jako minor ranking.  | Turniej był zaliczany jako minor ranking.  |

## Finały

### Finały rankingowe 1 (0-1)
| Rezultat  | #  | Rok  | Turniej             | Przeciwnik | Wynik |
| --------- | -- | ---- | ------------------- | ---------- | ----- |
| Finalista | 1. | 2024 | Championship League | Ali Carter | 1–3   |

### Finały amatorskie 8 (5-3)
| Rezultat   | #  | Rok  | Turniej                            | Przeciwnik            | Wynik |
| ---------- | -- | ---- | ---------------------------------- | --------------------- | ----- |
| Finalista  | 1. | 2016 | European Under-18 Championship     | Tyler Rees            | 2–5   |
| Zwycięstwo | 1. | 2016 | World Under-18 Championship        | Yun Fung Tam          | 5–4   |
| Zwycięstwo | 2. | 2017 | European Under-18 Championship     | Amir Nardeia          | 5–3   |
| Finalista  | 2. | 2017 | European Under-21 Championship     | Alexander Ursenbacher | 4–6   |
| Zwycięstwo | 3. | 2018 | European Under-18 Championship (2) | Florian Nüßle         | 5–3   |
| Zwycięstwo | 4. | 2018 | Welsh Amateur Championship         | Ian Sargeant          | 8–1   |
| Finalista  | 3. | 2018 | Challenge Tour                     | Barry Pinches         | 2–3   |
| Zwycięstwo | 5. | 2019 | European Under-21 Championship     | Ross Bulman           | 5–1   |